# Бернар Діомед
Берна́р Діоме́д (фр. Bernard Diomède, нар. 23 січня 1974, Сен-Дульшар) — французький футболіст, що грав на позиції півзахисника.
Виступав, зокрема, за клуб «Осер», а також національну збірну Франції.
Чемпіон Франції. Дворазовий володар Кубка Франції. Володар Кубка Англії. Володар Кубка англійської ліги. Володар Суперкубка Англії з футболу. Володар Кубка УЄФА. Володар Суперкубка УЄФА. Володар Кубка Інтертото. У складі збірної — чемпіон світу.

## Клубна кар'єра
У дорослому футболі дебютував 1992 року виступами за команду клубу «Осер», в якій провів вісім сезонів, взявши участь у 176 матчах чемпіонату та відзначившись у цих матчах 30 разів. Під керівництвом Ґі Ру Діомед у складі клубу двічі став володарем Кубка Франції та виборов титул чемпіона Франції (у 1996 році клуб «Осер» зробив «золотий дубль», вигравши й чемпіонат, і кубок Франції), у єврокубках став володарем Кубка Інтертото у 1997 році.
У 2000 році прийняв запрошення французького тренера Жерара Ульє, який на той час очолював штаб клубу «Ліверпуль», та перейшов до складу «червоних» за 3 мільйони фунтів. У складі клубу став володарем Кубка УЄФА, Кубка Англії та Суперкубка Англії з футболу. Незважаючи на непоганий початок виступів у Англії, футболіст не зумів звикнути до життя у іншій країні, та, зігравши лише кілька матчів за клуб, повернувся у Францію, спочатку уклавши орендну угоду з корсиканським клубом «Аяччо», а по закінченню контракту з англійським клубом виступав за «Аяччо» на постійній основі. Із 2004 року Бернард Діомед рік виступав за друголіговий «Кретей», а пізніше ще один рік — за третьоліговий «Клермон Фут». Не отримавши пропозицій про продовження кар'єри, у 2008 році Бернард Діомед оголосив про завершення професійних виступів.

## Виступи за збірну
1998 року дебютував в офіційних матчах у складі національної збірної Франції. Протягом кар'єри у національній команді, яка тривала усього 1 рік, провів у формі головної команди країни 8 матчів.
У складі збірної був учасником чемпіонату світу 1998 року у Франції, здобувши того року титул чемпіона світу. На чемпіонаті світу провів три матчі в основному складі (проти збірних Саудівської Аравії, Парагваю та Данії), але після завершення чемпіонату світу більше не викликався до лав збірної.

## Тренерська кар'єра
Бернар Діомед керує Футбольною Академією Бернарда Діомеда в Іссі-ле-Муліно неподалік Парижа. З 2015 до 2020 Діомед працював одним із тренерів юнацьких збірних Франції різних вікових груп.

## Титули і досягнення
- Чемпіон Франції (1):

«Осер»: 1995-96
- Володар Кубка Франції (2):

«Осер»: 1993-94, 1995-96
- Володар Кубка Англії (1):

«Ліверпуль»: 2001
- Володар Кубка англійської ліги (1):

«Ліверпуль»: 2001
- Володар Суперкубка Англії з футболу (1):

«Ліверпуль»: 2001
- Володар Кубка УЄФА (1):

«Ліверпуль»: 2000-01
- Володар Суперкубка УЄФА (1):

«Ліверпуль»: 2001
- Володар Кубка Інтертото (1):

«Осер»: 1997
- Чемпіон світу (1): 1998